# Spoorlijn Heidelberg - Speyer
De spoorlijn Heidelberg - Speyer is een Duitse spoorlijn tussen Heidelberg en Schwetzingen als spoorlijn 4103 en tussen Schwetzingen en Schwetzingen Süd als spoorlijn 4020 onder beheer van DB Netze.

## Geschiedenis
Het traject werd door de Badischen Staatsbahn tussen Heidelberg en Schwetzingen op 17 juli 1873 geopend. Het traject tussen Schwetzingen en de sinds 1865 bestaande veerboot bij Speyer volgde op 10 december 1873. Deze veerboot bij Speyer werd in 1938 vervangen door een spoorbrug. In 1945 werd deze spoorbrug door de Duitse troepen opgeblazen en niet herbouwd.

## Aansluitingen
In de volgende plaatsen is of was er een aansluiting van de volgende spoorlijnen:

### Heidelberg

#### Oud station Heidelberg
Het station in Heidelberg werd in 1840 gebouwd als kopstation aan de spoorlijn naar Mannheim. Het station lag in de omgeving van de tegenwoordige Poststraße en Kurfürstenanlage. In 1846 volgde de spoorlijn naar Frankfurt am Main. In 1862 werd een doorgaande spoorlijn naar Heilbronn en Odenwald aangelegd.
- Baden-Kurpfalz-Bahn, spoorlijn tussen Heidelberg en Karlsruhe
  - Rheintalbahn, spoorlijn tussen Mannheim en Basel
- Elsenztalbahn, spoorlijn tussen Heidelberg over Sinsheim naar Bad Friedrichshall-Jagstfeld
- Neckartalbahn, spoorlijn tussen Heidelberg over Eberbach en Mosbach naar Bad Friedrichshall-Jagstfeld
- Main-Neckar-Eisenbahn, spoorlijn tussen Frankfurt am Main en Heidelberg / Mannheim

#### Heidelberg Hbf
Door de Eerste en de Tweede Wereldoorlog werd rond 1955 begonnen met plannen voor een nieuw station in Heidelberg. Het nieuwe station werd aan de Willy-Brandt-Platz gebouwd en op 5 mei 1955 geopend door Bundespräsident Theodor Heuss. Het was de eerste nieuwbouwstation van de Bundesrepublik.
- Rheintalbahn, spoorlijn tussen Mannheim en Basel
- Elsenztalbahn, spoorlijn tussen Heidelberg over Sinsheim naar Bad Friedrichshall-Jagstfeld
- Neckartalbahn, spoorlijn tussen Heidelberg over Eberbach en Mosbach naar Bad Friedrichshall-Jagstfeld
- Main-Neckar-Eisenbahn, spoorlijn tussen Frankfurt am Main en Heidelberg / Mannheim
- Oberrheinische Eisenbahn, spoorlijn tussen Heidelberg en Mannheim
- Oberrheinische Eisenbahn, spoorlijn tussen Heidelberg en Weinheim
- Oberrheinische Eisenbahn, spoorlijn tussen Heidelberg en Ketsch
- Heidelberger Straßen- und Bergbahn (HSB) stadstram in Heidelberg

### Schwetzingen
- Rheinbahn, spoorlijn tussen Mannheim en Rastatt

### Speyer
In Speyer is langs de Rhein het Technik-Museum Speyer gevestigd.
- Schifferstadt - Wörth, spoorlijn tussen Schifferstadt en Wörth am Rhein